# Anulocaulis reflexus
Anulocaulis reflexus är en underblomsväxtart som beskrevs av Ivan Murray Johnston. Anulocaulis reflexus ingår i släktet Anulocaulis och familjen underblomsväxter. Inga underarter finns listade i Catalogue of Life.